# Кшиштоф Казімірський
Кшиштоф Казімірський гербу «Біберштайн» (пол. Krzysztof Kazimirski або Kazimierski; пом. 15 червня, або після цієї дати, 1618, м. Київ) — польський шляхтич, римо-католицький релігійний та суспільно-політичний діяч Речі Посполитої. Ки́ївський латинський єпи́скоп. Представник роду Казімірських, який згадувався у Краківському воєводстві.

## Життєпис

варіант гербу Біберштайн

Дата народження невідома. Батько — Томаш Казімірський, мати — перша дружина батька Барбара з роду Ґолуховських. Мав трьох (за іншими даними п'ятьох) братів: Станіслава, Миколая, Пйотра,. Не відомо, чи був аріянином. У 1575 році був світською особою, ксьондзом став подібно у 36 років.
Перед 1583 роком: став секретарем князів Острозьких (малі села, маєтності батька, розташовувалися по-сусідству з маєтностями князів), які сприяли його кар'єрі; також був каноніком у Тарнові. Мав посаду пробоща, препозита (подання князя Костянтина-Василя Острозького від 27 серпня 1584) у м. Тарнів. Був капеланом князя Івана-Януша Острозького. Правдоподібно, у першій половині 1598 року був номінований на посаду київського єпископа РКЦ, 5 травня 1599 отримав згоду Папи. До дієцезії відбув 1606 року. Значно збільшив її доходи, заселяючи нові поселення, у тому числі селянами-втікачами. Для збільшення доходів дієцезії використовував «ревіндикацію» маєтків, збройні напади.
1611 року під час свого виступу на Сеймі висловився на тему подальших дій щодо Московського царства.
За його сприяння був збудований (за іншими даними відновлений) Домініканський костел святого Миколая при монастирі домініканців на Подолі. У 1613 році був призначений сеймом Речі Посполитої вести перемовини з московитами Московії. За примаса Юрія Радзивілла провів канонічну візитацію Краківської дієцезії РКЦ.
Помер після 15 червня 1618 року, був похований у збудованій ним латинській катедрі Києва.